# Бързи момчета
„Бързи момчета“ (на английски: Biker Boyz) е американска спортна екшън драма от 2003 г. на режисьора Реджи Рок Байтууд, който е съсценарист със Крейг Фернандез, който е базиран на едноименната статия от 2000 г., написана от Майкъл Гугис. Във филма участват Лорънс Фишбърн, Дерек Люк, Меган Гуд, Джимон Унсу, Брендан Фер, Рик Гонзалес, Лорънц Тент, Терънс Хауърд, Орландо Джоунс, Сали Ричардсън, Кид Рок, Лиса Бонет и Ванеса Бел Калоуей.
Премиерата на филма е на 31 януари 2003 г. в Съединените щати от „Дриймуъркс Пикчърс“.